# Alexander Beyer
Alexander Beyer (ur. 24 czerwca 1973 w Erfurcie) – niemiecki aktor filmowy i telewizyjny.

## Życiorys

### Wczesne lata
Urodzony w Erfurcie, dorastał w rodzinie producentów skrzypiec w Turyngii. Jako dziecko występował w rosyjskich bajkach, wystawianych przez operę w Erfurcie. Gdy ukończył szkołę średnią, przeniósł się do Berlina, gdzie studiował w Hochschule für Schauspielkunst „Ernst Busch“ Berlin. Przerwał jednak studia, by skoncentrować się na filmie.

### Kariera
Po gościnnym występie w serialu Księżyc świeci też dla podnajemcy (Der Mond scheint auch für Untermieter, 1995), zadebiutował w telewizyjnej czarnej komedii Kapitan z Köpenick (Der Hauptmann von Köpenick, 1997). Zwrócił na siebie uwagę w komedii romantycznej Słoneczna aleja (Sonnenallee, 1999). Volker Schlöndorff zaproponował mu rolę Jochena Pettki w dramacie Legenda Rity (Die Stille Nach Dem Schuss). Film ten zdobył kilka nagród na Festiwalu w Berlinie w 2000 roku. Beyer zagrał także główną rolę w filmie krótkometrażowym Johannesa Kiefera Gregors Grosste Erfindung, nominowanym do Nagrody Akademii Filmowej – Oscara w 2002 roku.
W sierpniu 2002 wziął udział w Festiwalu Filmowym w Locarno z dramatem Sophiiiie!. Wystąpił też w wielu produkcjach telewizyjnych, w tym Kobra – oddział specjalny (Alarm für Cobra 11 – Die Autobahnpolizei), Telefon 110 (Polizeiruf 110) i Tatort (Miejsce zbrodni), a także filmie kryminalnym Współlokator (Halbe Miete, 2002), wyprodukowanym przez Wima Wendersa, Good bye, Lenin! (2003), dramacie kryminalnym Hierankl (2003) u boku Barbary Sukovej, dramacie sensacyjnym Stevena Spielberga Monachium (Munich, 2005) z udziałem Erica Bany, Daniela Craiga, Mathieu Kassovitza i Geoffreya Rusha, filmie wojennym Spike’a Lee Cud w wiosce Santa Anna (Miracle at St. Anna, 2008) z Lazem Alonso, dramacie wojennym Leningrad (Ленинград, 2009) obok Miry Sorvino i Gabriela Byrne’a oraz biograficznym filmie Billa Condona Piąta władza (The Fifth Estate, 2013) z Benedictem Cumberbatchem.
W 2008 był nominowany do nagrody Bavarian TV za rolę Pierre’a Bezukowa w miniserialu Wojna i pokój (War and Peace, 2007).
Zamieszkał w Zurychu i Berlinie.

## Filmy
fabularne
- 1997: Still Movin' jako taksówkarz
- 1998: Das Mambospiel jako budowlaniec
- 1999: Słoneczna Aleja (Sonnenallee) jako Mario
- 1999: Bis zum Horizont und weiter jako urzędnik
- 1999: Mary (film krótkometrażowy)
- 2000: Legenda Rity (Die Stille nach dem Schuss) jako Jochen Pettka
- 2001: Das Monstrum jako Night Porter
- 2001: Heinrich der Säger jako Heiko Graf
- 2001: Gregors größte Erfindung (film krótkometrażowy) jako Gregor
- 2002: Współlokator (Halbe Miete) jako Georg
- 2002: Sophiiiie! jako Manuel
- 2003: Good bye, Lenin! jako Rainer
- 2003: Złodzieje męskości (Eierdiebe) jako Roman Schwarz
- 2003: Hamlet_X jako Horacy
- 2003: Hierankl jako Vincenz
- 2004: Ein Goldfisch unter Haien jako Edward Craine
- 2004: Der Dolch des Batu Khan jako Thomas Gensch
- 2005: Monachium (Munich) jako niemiecki reporter w metrze monachijskim
- 2005: 3° zimna (3° kälter) jako Steini
- 2006: Maria am Wasser jako Marcus Lenk
- 2008: Cud w wiosce Santa Anna (Miracle at St. Anna) jako Nazistowski Żołnierz
- 2009: Leningrad (Ленинград) jako Valter Khokhsdorf
- 2009: Summertime Blues jako Seth McElroy
- 2009: Lulu i Jimi (Lulu und Jimi) jako Peter Walz
- 2010: Ein Leben auf Probe jako Kaspar Enders
- 2010: Transit jako Danquart
- 2010: Niedokończony film (A Film Unfinished)
- 2011: Mój brat jest spadkobiercą (Mein Bruder, sein Erbe und ich) jako Adrian Bichler
- 2012: Frisch gepresst jako Rainier
- 2013: Piąta władza (The Fifth Estate) jako Marcel Rosenbach
- 2013: Meeres Stille jako Wolf Kiefer
- 2015: 3 Turków i niemowlę (3 Türken & ein Baby) jako Holzapfel
- 2020: Poufne lekcje perskiego (Persischstunden) jako dowódca obozu

telewizyjne
- 1997: Kapitan z Köpenick (Der Hauptmann von Köpenick) jako Melder
- 1998: Ferkel Fritz jako Tammo
- 2001: Die Hunde sind schuld jako Rainier
- 2007: Ein unverbesserlicher Dickkopf jako Hans W. Thäsler
- 2008: Putzfrau Undercover jako dr Jan Beckmann
- 2009: Buntowniczka (Die Rebellin) jako Peter Sattler
- 2009: Kędzierzawa kuracja (Krauses Kur) jako Michael Schimmelpfennig
- 2010: Die Wanderhure jako Jodokus von Arnstein / Ewald von Marburg
- 2011: Carl i Berta (Carl & Bertha) jako Wilhelm von Mannstedt
- 2011: Komisarz Lucas (Kommissarin Lucas) jako Carl Wilhelm Raiffeisen
- 2011: Koniec myszy jest początkiem kota[8] jako Hans Albers
- 2011: Schmidt i Schwarz (Schmidt & Schwarz) jako szef kuchni
- 2012: Sechzehneichen jako Konstantin Wendish
- 2013: Im Olymp der Kunst jako Hugo von Hofmannsthal
- 2014: Die Kraft, die Du mir gibst jako Konrad Baumgarten

## Seriale TV
- 1995: Der Mond scheint auch für Untermieter jako Tobias
- 1997: Einsatz Hamburg Süd jako Thommie Segerer
- 1997: Wilde Zeiten
- 1998: Kobra – oddział specjalny – odc.  Trucizna (Gift) jako Ronald Balz
- 1998: Poszukiwany (Der Fahnder) jako Yimlaz
- 1998: Tatort jako Rainer Czech
- 1999: Miejsce wilka (Wolffs Revier) jako Goofy
- 1999: Komando Małolat (SK Babies) jako Richter
- 1999: Delta Team – Auftrag geheim! jako Mike Schau
- 1999: Die Männer vom K3 jako Harald Bantz
- 2000: Podwójne zatrudnienie (Doppelter Einsatz) jako Dirk Esser
- 2000: Die Cleveren jako Jan Petzhold
- 2000: Schimanski jako Taco Popp
- 2000: Miejsce wilka (Wolffs Revier) jako Lothar
- 2001: Dr. Sommerfeld – Neues vom Bülowbogen jako Müll-Fähse
- 2001: Der Ermittler jako Bastian Kaufmann
- 2001: Bella Block jako Tim Seeger
- 2002: Tatort jako Wolf Osburg
- 2002: Liebesau – die andere Heimat jako Lehrer Rottmann
- 2003: W imieniu prawa (Im Namen des Gesetzes) jako Axel Fuchs
- 2004: Der letzte Zeuge (Ostatni świadek) jako gospodarz
- 2005: Küstenwache jako Tom Berger
- 2005: Tatort (Miejsce zbrodni) jako Michael Klaes
- 2005: Siebenstein jako Pedro
- 2006: Rozdział 40 (Abschnitt 40) jako Thorsten Guthoff
- 2007: Wojna i pokój (War and Peace) jako Pierre Bezukhov
- 2007: Dowody na korzyść dwóch (Ein Fall für zwei) jako Grimm
- 2007: Kobra – oddział specjalny – odc.: Zbrodnia i kara[9] jako Wolfgang Thaler
- 2007: Giganten jako dr Stone
- 2008: Tatort (Miejsce zbrodni) jako Markus Rummel
- 2008: Niewinnie (Unschuldig) jako Timotheus Wolf
- 2010: Carlos jako Lejtnant Wilhelm Borostowski
- 2010: W każdym innym układzie (Unter anderen Umständen) jako Franz Heidenreich
- 2010: SOKO Köln jako Gregor Kohlmann
- 2011: Telefon 110 jako Monn
- 2011: Der Staatsanwalt jako Leland von Brühl
- 2011: Tatort (Miejsce zbrodni) jako Jonathan Fränkel
- 2011: Independent Lens jako przesłuchujący
- 2012: Der Alte jako dr Oliver Kirchen
- 2012: Kobra – oddział specjalny[10] – odc.  Bez sumienia [11] jako Hendrik Larsen
- 2012: SOKO 5113 jako Elias Stöckl
- 2012: Policja kryminalna (Der Kriminalist) jako Hinrich Schacht
- 2012: SOKO Leipzig jako Jochen Krollmann
- 2013: Notruf Hafenkante jako dr Evgenji Pawlow
- 2013: Telefon 110 jako André Sobowski
- 2013: Mord im Hause Medici jako Francesco I. de’ Medici
- 2013: SOKO Stuttgart jako dr Thomas Gause
- 2014: Doktor z alpejskiej wioski jako Michael Koller
- 2014: Utta Danella jako dr Mayring
- 2014: Tatort (Miejsce zbrodni) jako Thomas Behrens
- 2016: Kobra – oddział specjalny[12] – odc. Operacja MIDAS[13] jako Kai Dresen
- 2018: Mała doboszka jako dr Paul Alexis